# Phonoboy
Phonoboy ist eine deutsch-französische Band aus München um den Musiker und Produzenten Christian Höck. Die Musik ist vor allem von Wave-, Sixties- und Elektropop beeinflusst. Gesungen wird meist französisch, aber auch englisch und deutsch. Bekannt geworden ist Phonoboy mit dem Club-Hit C'est Ma Vie.

## Geschichte
2003 gründeten Christian Höck und Markus „Weyssi“ Weißenhorn Phonoboy, benannt nach einem tragbaren Singleplattenspieler der 1960er Jahre.
Der erste französischsprachige Titel C'est ma vie wurde prompt auf der Reihe French Cuts des Münchener Atomic Cafés veröffentlicht und begann sehr schnell ein Eigenleben zu entwickeln. Das Stück wurde zum Club-Hit und erschien auf der CD-Beilage des Musikexpress mit anderen namhaften französischen Künstlern. Der Musikverlag von Universal wurde auf die beiden aufmerksam und nahm sie als Autoren unter Vertrag.
Als man sich entschloss, das Ganze auch live aufzuführen, kamen 2004 die Bassistin Nina Kränsel und der Schlagzeuger Nicolai Erdmann hinzu. Phonoboy tourten durch Deutschland und Österreich. Das 2005 auf dem Label Redwinetunes veröffentlichte Debütalbum Très chic, trashig wurde für den Preis der deutschen Schallplattenkritik nominiert. C'est ma vie lief national wie international im Radio und diente oftmals als Hintergrundmusik in Fernsehbeiträgen. Lauro Cress, Sohn der Schlagzeuglegende Curt Cress, ersetzte Erdmann am Schlagzeug.
Phonoboy wurden in der Sendung Tracks auf Arte vorgestellt und spielten als Vorgruppe von Nouvelle Vague auf deren Deutschlandtour. Ihr zweites Album erschien im November 2007 auf dem Label TV Eye Records. Die gleichnamige Single Pas de temps lief ebenfalls erfolgreich im Radio. Das Video zur zweiten Single Bleu, blanc, rouge schaffte es u. a. in die Rotationen von Burger King und McDonald’s. Das Styling der Band änderte sich, die Streifen wurden durch Glitzerkostüme und Schminke ersetzt. Phonoboy wurden „Musiker der Woche“ bei Myspace. Es folgt eine Tour durch Deutschland und Österreich, u. a. als Vorgruppe von We Are Scientists.
2008 verließ „Weyssi“ die Band und Phonoboy begann zu dritt an einem neuen Album zu arbeiten. 2009 verließ auch Cress, der mittlerweile in Berlin lebt, die Band aufgrund seiner zunehmenden Filmaktivitäten. Er hatte zu diesem Zeitpunkt aber schon die Schlagzeugspuren für das dritte Album eingespielt. Nina Kränsel zog ebenfalls nach Berlin. Christian Höck produzierte das Album im Alleingang zu Ende und beschloss, Phonoboy wieder als Projekt zu deklarieren. This is not a Band! erschien 2010 auf dem Label Smarten-Up. Die Singleauskopplung Do you know? hielt sich fünf Wochen in den deutschen Alternative-Charts. Es folgte eine Deutschland-Tour.
2011 erschien die Download-EP Autoroute du Soleil, ebenfalls auf Smarten Up. Der Titelsong ist eine Kollaboration mit dem DJ und Musiker Ben Mono (Munk). Ein Video wurde hierzu ebenfalls gedreht. Außerdem enthält die EP einen Radio-Edit von Un jour tu reviendras sowie Coverversionen von Liedern von Les Rita Mitsouko und Serge Gainsbourg.

## Auszeichnungen
- Das Album Très Chic, Trashig wurde für den Preis der deutschen Schallplattenkritik nominiert und von diversen Uni-Radiosendern zum Album des Monats gewählt.
- Bayerische Band der Woche bei on3 im Dezember 2007 und im Dezember 2010
- Myspace Musiker der Woche im Dezember 2007

## Diskografie

### Alben
- 2005: Trés Chic, Trashig (Redwinetunes / Rough Trade)
- 2007: Pas De Temps (TV Eye Records / Cargo)
- 2010: This Is Not a Band (Smarten Up / Rough Trade)
- 2013: Obsession (1969 Ok! Records / New Music Distribution)
- 2020: Love and Let Die (1969ok! Records / Edel 2020)

### EPs
- 2011: Autoroute du soleil (Smarten Up / Rough Trade)

### Singles
- 2005: C'est Ma Vie (inkl. Remixen von Thies Mynther, Dis*ka und Merricks)
- 2007: Pas De Temps / Coincé
- 2008: Bleu Blanc Rouge (+ Frank Popp Remix)
- 2010: Do you know? (+ Ben Mono Remix)
- 2011: Un jour tu reviendras (Radio-Edit)

### Kompilationsbeiträge
- C’est Ma Vie auf French Cuts 2 (Panatomic Records)
- Monday auf Floosh (Little Teddy Recordings)
- Under the Pavement auf Frisch Gepresst (Redwinetunes)
- Laisser Faire auf Le Tour 2 (Local Records)
- C’est Ma Vie auf Le rythme et la cadence (Musikexpress-CD Nr. 78)
- Ce Soir auf Bang Crash Boom (Little Teddy Recordings)
- Ce Soir auf Free & Easy Festival CD (Chiller Lounge Rec.)
- Atomique auf French Cuts 3 (Panatomic Records)
- Pas De Temps auf Le Tour 3 (Local Records)
- What's the Difference? auf Puch (Red Can Records)
- 2010 auf You Were Born. And So You’re Free. So Happy Birthday (Red Can Records)
- Bleu, blanc, rouge auf Laut gegen Brauntöne (Stadt München)